# 细致平衡
细致平衡原理可以应用于被分解为基本过程（碰撞、步骤或基本反应）的动力学系统中。它表明在平衡态下，每个基本过程都与其逆过程处于平衡状态。

## 历史
细致平衡原理最早由路德维希·玻尔兹曼在分子碰撞当中明确提出。 1872年，他借助微观可逆性原理，利用这个原理证明了他的H定理。 
而在玻尔兹曼提出这一原理的五年之前，詹姆斯·克拉克·麦克斯韦参考充足理由律，运用细致平衡原理开展了气体动力学研究。 他将细致平衡的理念与其他类型的平衡（如循环平衡）进行了比较，并指出细致平衡原理“没有被否定的理由”。
1901年，鲁道夫·韦格斯沙伊德将细致平衡原理引入了化学动力学当中。 他证明了不可逆循环{\displaystyle {\ce {A1->A2->\cdots ->A_{\mathit {n}}->A1}}}是不可能的，并且推导得出了遵循细致平衡原理的动力学常数之间的具体关系。 1931年，拉斯·昂萨格在他的著作中使用了这些结论 ，并因此获得1968年诺贝尔化学奖。
1953年被发明的马尔可夫链蒙特卡罗方法亦利用了细致平衡原理。 通过在Metropolis–Hastings 算法及其重要的特殊情况吉布斯采样中的运用，细致平衡原理简单可靠地提供了理想平衡状态。
如今，细致平衡原理已成为大学统计力学、物理化学、化学和物理动力学等课程的常规授课内容。   

## 微观背景
微观的时间倒转在动力学层面上可以理解为“箭头的倒转”，也即将基本过程转变为其逆过程。例如，反应{\displaystyle \sum _{i}\alpha _{i}A_{i}{->}\sum _{j}\beta _{j}B_{j}}将转变为{\displaystyle \sum _{j}\beta _{j}B_{j}{->}\sum _{i}\alpha _{i}A_{i}}，而反之亦然。 在这里，{\displaystyle {\ce {A}}_{i},{\ce {B}}_{j}}是组件或状态的符号， {\displaystyle \alpha _{i},\beta _{j}\geq 0}是这些组件与状态的系数。考虑到过程的微观可逆性和热力学平衡的唯一性，无论这种转变如何发生，平衡状态下的系统组成应该始终保持不变。这便立即引出了细致平衡的概念：在平衡的体系中，每个过程都与其逆过程达到平衡。
而上述的这种推理应当基于以下三个假设：
1. {\displaystyle {\ce {A}}_{i}}不会随着时间倒转而改变；
2. 平衡组成不随时间逆转而改变变；
3. 宏观基本过程可以通过微观方式区分。换言之，不相交的微观事件集组成了宏观基本过程。

然而，这些假设中的任何一个都有反例。 例如，玻尔兹曼碰撞可以表示为{\displaystyle {\ce {{A_{\mathit {v}}}+A_{\mathit {w}}->{A_{\mathit {v'}}}+A_{\mathit {w'}}}}}，其中{\displaystyle A_{v}}是以速度v运动的粒子。而在时间的倒转下，{\displaystyle A_{v}}将会反转为{\displaystyle A_{-v}}。因此，玻尔兹曼碰撞的逆过程经历了 PT 变换，其中 P 是空间反转，T 是时间反转。 而正因此，玻尔兹曼方程的细致平衡需要碰撞动力学的 PT 不变性，而不仅仅是 T 不变性。
即使考虑到运动定律的恒定性，平衡也可能不是 T 不变的或 PT 不变的。 这种非不变性可能是由自发对称性破缺引起的。 例如，存在一些非互易介质 (一些双各向同性材料)，其不具有 T 和 PT 不变性。
进一步地，如果能够从相同的基本微观事件中推演出不同的宏观过程，那么即使微观的细节平衡得以维持，宏观的细节平衡也可能被破坏。
现在，经过近 150 年的发展，细致平衡原理的适用范围和具体反例已经被明确下来。